# 帕特里克·勒切尔
帕特里克·勒切尔（德語：Patrik Lörtscher，1960年3月19日—），瑞士男子冰壶运动员。他曾代表瑞士获得1998年冬季奥运会冰壶比赛男子团体金牌。他也曾在1981年世界男子冰壶锦标赛上获得冠军。